# Наревка (община)
Община Наревка (на полски: Gmina Narewka, Gmina Masiewo – до 1939 година; на беларуски: Гмiна Нараўка) е селска община в Североизточна Полша, Подляско войводство, в състава на Хайновски окръг. Заема полщ от 338,98 км2. Административен център е село Наревка.
Според данни от полската Централна статистическа служба, към 31 декември 2015 година населението на общината възлиза на 3 803 души. Гъстотата е 11 души/км2.

## Населени места
В границите на общината влизат 28 самостоятелни селища, от тях 26 села, 1 колония и 1 осада. Обособени са 23 кметства (солецтва), които да помагат на общинската администрация.
| - село Бернацки мост - осада Гнилец - село Гроджиск (солецтво) - село Гушчевина (солецтво) - Грушки, махала - село Елиашуки (солецтво) - Базильове, колония - Бокове, колония - Кордон, колония - Поросле, колония - село Заблотчизна (солецтво) - Минкувка, махала - колония Капитаншчизна - Касяни, колония - село Криница (солецтво) - село Левково Нове (солецтво) - Лозове, колония - село Левково Старе (солецтво) - Новини, колония - село Лешна (солецтво) - село Миклашево (солецтво) - Храбушник, дял - Новинка, дял - Под Пяски, дял | - село Михнувка (солецтво) - Борсуки, дял - Черемки, колония - Домброва, колония - село Наревка (адм. център и солецтво) - село Нова Лука (солецтво) - Слобудка, махала - село Нове Машево (солецтво) - Ланчино, махала - село Олхувка (солецтво) - Заброди, махала - село Охрими (солецтво) - Бачинсци, колония - Белсци, колония - село Пашеки - Бабя Гура, махала (солецтво) - Борове, махала - Шеменяковшчизна, махала - село Плянта (солецтво) - село Подлевкове (солецтво) - Джеджице, дял - Сушчи Борек, махала - село Скупово (солецтво) - Нове Скупово, дял - Старе Скупово, дял | - село Старе Машево (солецтво) - Замоше, колония - село Сточек - село Тарнопол (солецтво) - Крухлик, махала - Мостки, махала - Людвиково, махала - Полиме, махала - Смолница, махала - Стари Двур, махала - село Швиноройе - село Шемянувка (солецтво) - Хоминшчизна, колония - Марушка, дял - Осове, дял - Пренти, колония - Прорез, дял - Усаджба, дял - село Яново (солецтво) - Йельонка, дял |